# كليفتون فوربس
كليفتون فوربس (بالإنجليزية: Clifton Forbes) هو منافس ألعاب قوى جامايكي، ولد في 18 فبراير 1946، وتوفي في 1 مارس 2010 في كينغستون في جامايكا.

## وصلات خارجية
- كليفتون فوربس على موقع الاتحاد الدولي لألعاب القوى (الإنجليزية)
- كليفتون فوربس على موقع أوليمبيديا (الإنجليزية)